# Erdőszállás
Erdőszállás (románul: Sălnița) település Romániában, a Partiumban, Máramaros megyében.

## Fekvése
Magyarlápostól délnyugatra fekvő település.

## Története
Erdőszállás, Szálnapataka nevét 1566-ban említette először oklevél p. Szalnapataka, p. nova Szalna, Szalnapathaka neveken.
1567-ben Zanicza, Zalniczapataka, Uj Szalna, 1583-ban Zelnicze, 1733-ban Szelnicsa, 1750-ben Szelnicza, 1760–1762-ben Szelnicze, 1888-ban Selnitia, 1913-ban Erdőszállás néven írták.
1910-ben 919 lakosából 5 magyar, 913 román volt. Ebből 425 görögkatolikus, 488 görögkeleti ortodox, 6 izraelita volt.
A trianoni békeszerződés előtt Szolnok-Doboka vármegye Nagyilondai járásához tartozott.